# История евреев в Черновцах

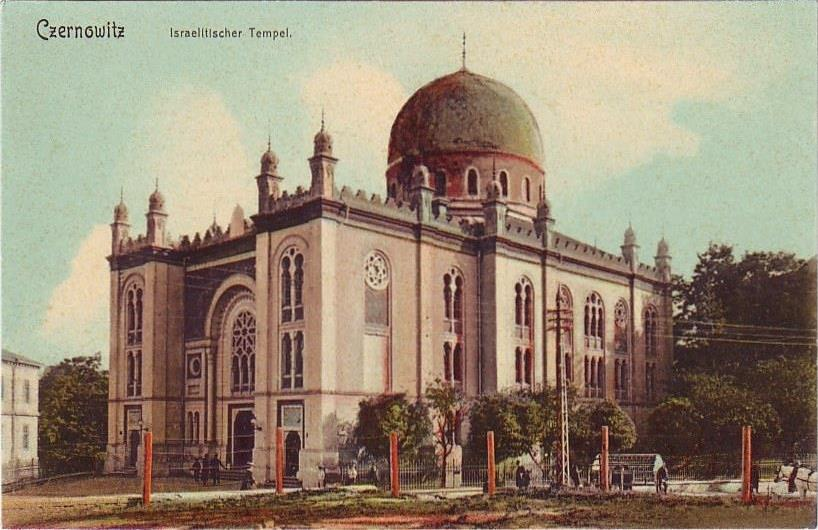
Хоральная синагога в Черновцах

Еврейская община в Черновцах была крупнейшей еврейской общиной на всей Буковине, на территории современной Румынии и Украины. На пике в 1941 году в Черновцах проживало более 45 тысяч евреев.
Первые свидетельства о евреях в Черновцах (тогда Cernăuți на румынском языке) появляются в 1408 году, когда молдавский господарь Александр I Добрый разрешил евреям торговать в городе. В 1498 году Молдавия стала государством-сателлитом Османской империи. При молдавско-османском правлении жизнь евреев в этом районе знала много перемен.
В 1774 г. монархия Габсбургов отобрала Черновцы у прежних молдавских владельцев. Новые правители Габсбургов наложили на евреев множество ограничений, таких как высокие налоги, запрет на браки и строительство новых домов. Их целью было «германизировать» новую территорию своей империи и таким образом подавить иммиграцию галицких евреев в Черновцы. Однако, когда евреи Габсбургской монархии получили эмансипацию в 1849 году, их жизнь улучшилась. Некоторые евреи, живущие в городе, были избраны мэрами и членами Императорского совета. Эмансипация привела к тому, что богатые евреи Черновцов переняли окружающую немецкую культуру. Например, многие начали говорить по-немецки. Однако бедные евреи города продолжали говорить на идиш.
В 1918 году, в самом конце Первой мировой войны, Черновцы были присоединены к Королевству Румыния. Была навязана новая политика «румынизации». Из-за этой политики многие евреи, работавшие на государственной службе, в том числе в школах и университетах, были уволены. Однако еврейская община продолжала процветать. Были созданы новые молодежные движения и футбольные команды, были изданы новые газеты, и было даже школьное обучение на иврите.
В 1940 году Советский Союз оккупировал Черновцы. Советская власть немедленно начала преследование сионистской деятельности и богатых евреев, многие из которых были депортированы в Сибирь. В 1941 году, в начале операции «Барбаросса», город был занят Румынией, ставшей союзницей нацистской Германии. В рамках Холокоста евреи города были помещены в гетто. Оттуда евреи были депортированы в лагеря рабского труда в Приднестровской губернии Румынии. Тогдашний мэр Черновцов Траян Попович выступал против жесткой политики в отношении евреев. Он позволил 15 тысячам евреев избежать угона в Приднестровье, утверждая, что они важны для экономики города. За свои деяния Попович получил звание Праведника народов мира. После окончания Второй мировой войны в 1945 году многие из евреев выживших в лагерях Приднестровья эмигрировали в другие страны. Другие евреи приехали в город из разных мест Советского Союза. В 2001 году в Черновцах проживало всего 1400 евреев, большинство из которых являются потомками этих еврейских переселенцев после Второй мировой войны.